# 오카야마촌 (에히메현)
오카야마촌(岡山村)은 에히메현 오치군에 설치된 촌이다. 